# Hassan Salameh
Pour les articles homonymes, voir Salameh.
Hassan Salameh (en arabe حسن سلامة ), né en 1912 à Qoula, près de Lydda, et mort à la bataille de Ras al-Aïn, le 2 juin 1948, est un nationaliste palestinien.
Pendant la Seconde Guerre monidale, il est militaire et rejoint l’Allemagne nazie, qui le parachute en été 1944 en Palestine.
Au congrès de la Ligue arabe du 5 février 1948, on lui attribue le secteur stratégique de Lydda, à l'entrée de la route Tel-Aviv-Jérusalem.
Il meurt lors de la guerre israélo-arabe de 1948-1949.
Il est le père d'Ali Hassan Salameh.

## Biographie

### Palestine
Salameh est né dans le village de Qula en 1913 pendant le règne ottoman sur la Palestine. Il était l'un des chefs de groupes arabes armés qui se sont battus contre les autorités britanniques et le Yishouv. Il participa aux violentes manifestations de Jaffa lors des émeutes palestiniennes de 1933 et devint l'un des chefs de la Grande révolte arabe de 1936-1939 en Palestine mandataire.
Au début de la révolte, au début du mois de mai 1936, il eut pour mission de commander la région de Lydda - al-Ramla - Jaffa. Ces opérations ont notamment consisté à faire sauter des voies ferrées et des poteaux électriques, à couper des lignes de communication et à brûler des vergers du Yishouv. En 1938, Salameh a été blessé lorsqu'il a fait sauter un train sur la ligne Lydda-Haïfa. Salama s'est battu sous le nom de guerre Abu Ali.

### Royaume d'Irak
Après l'effondrement de la révolte arabe en Palestine et le début de la Seconde Guerre mondiale, en octobre 1939, Salameh s'est réfugié à Bagdad via Beyrouth et Damas, accompagné du mufti de Jérusalem, Hajj Amin al-Husseini, membres du Haut Comité arabe Jamal al-Husseini, Rafiq al-Tamimi et les chefs militaires de la révolte Fawzi al-Qawuqji et Arif Abd al-Razzaq. Lorsqu’il était à Damas, en Syrie, en 1939, selon les archives britanniques, Salameh « s’approcherait indirectement » des Britanniques qu’il combattait et offrait ses services pour rassembler ses anciens compagnons, mais ceux-ci refusèrent son offre.
En Irak, Salameh avait obtenu son diplôme au Collège militaire de Bagdad avec d'autres commandants de l'Armée de la guerre sainte, notamment Abd al-Kader al-Husseini et Abd-al-Rahim Mahmud. La formation militaire était possible grâce aux relations privilégiées entre le mufti Amin al-Husseini et le gouvernement irakien. Salameh a soutenu Rachid Ali al-Gillani et dirigé un groupe de 165 combattants palestiniens. Il a participé au coup d'État de Rachid Ali en 1941 et à la guerre anglo-irakienne qui a suivi.

### Seconde Guerre mondiale et Opération Atlas
Salameh a suivi le grand mufti al-Husseini dans l’Allemagne nazie et est devenu son aide principal et un agent pratiquement secret des Allemands. Salameh s'est réfugié à Berlin depuis l'Irak en tant que membre de l'entourage du mufti, qui comprenait également Fawzi al-Qawuqji. Le mufti et ses aides ont été mis sur la liste de paie par des nazis et se sont vus dotés de bureaux et d'espaces de vie pour la durée de la guerre. Salameh a pris une femme allemande et passa par la formation de commando et de sabotage, et a servi un membre d'une unité spéciale de commando de l'organisation de renseignement étrangère allemande Amt VI. Il participa à l'opération ATLAS : dans la nuit du 6 octobre 1944, Salameh et quatre autres commandos (trois Allemands et un Arabe palestinien) parachutés par un Heinkel HeS 3 allemand en Palestine sur Wadi Qelt. Leur matériel comprendrait notamment des explosifs, des mitraillettes, de la dynamite, du matériel radio et 5 000 livres sterling. Ils avaient quelques capsules empoisonnées destinées à liquider les habitants soupçonnés de collaborer avec les autorités britanniques. Un Allemand et Salameh ont échappé à la capture et se sont réfugiés à Qula où un médecin a soigné le pied de Salameh blessé. L'opération avait pour objectif de fournir des ressources et des armes aux groupes de résistance arabes palestiniens locaux et de diriger les activités de sabotage principalement sur des cibles juives (plutôt que britanniques).

### Guerre de Palestine 1947-1948
En 1947, Salameh réapparut en tant que commandant adjoint de Jaych al-Jihad al-Mouqaddas, une force composée d'irréguliers palestiniens de la guerre civile de 1947 à 1948 associée au Grand Mufti Amin al-Husseini. La force a été décrite comme étant l'armée « personnelle » d'Abd al-Kader al-Husseini. Salameh avait récupéré des armes nazies qui avaient été cachées dans le désert égyptien pendant la Seconde Guerre mondiale et, le 8 décembre 1947, les avait utilisées pour attaquer le quartier Hatikva de Tel Aviv. La Haganah avait des informations préalables et s'attendait à l'attaque. Après trois heures de bataille, les Palestiniens se sont retirés et Salameh a perdu une centaine d'hommes. Le mufti a affecté Salameh au district de Lydda, nomination confirmée par le Comité militaire de la Ligue arabe, mais après que le commandant de Jaffa, Al-Hawwari, nommé en décembre 1947, a ouvertement rencontré les officiers du service de renseignement de la Haganah pour discuter du cessez-le-feu, Al-Hawwari a été aboli de Jaffa. Le 22 janvier, Salameh était arrivé à Jaffa et commandait quarante soldats bosniaques yougoslaves, soldats expérimentés familiarisés avec la préparation, l'utilisation d'explosifs et la construction de fortifications, probablement d'anciens combattants de la division musulmane de Waffen SS recrutés par le mufti pour nazis. Salameh est resté à Jaffa pendant dix jours. Salameh réussit en partie à organiser la milice de cinq cents hommes appartenant aux groupes armés actifs à Jaffa, bien que certains ne se joignent « que nominalement ».
Salameh est blessé lors de la bataille de Ras al-Aïn et meurt le 2 juin 1948.